# Opera (Milão)
Opera é uma comuna italiana da região da Lombardia, província de Milão, com cerca de 13.259 habitantes. Estende-se por uma área de 7 km², tendo uma densidade populacional de 1894 hab/km². Faz fronteira com Milano, San Donato Milanese, Rozzano, Locate di Triulzi, Pieve Emanuele.

## Demografia
| Variação demográfica do município entre 1861 e 2011                               |
|                                                                                   |
| Fonte: Istituto Nazionale di Statistica (ISTAT) - Elaboração gráfica da Wikipedia |